# Frisbee

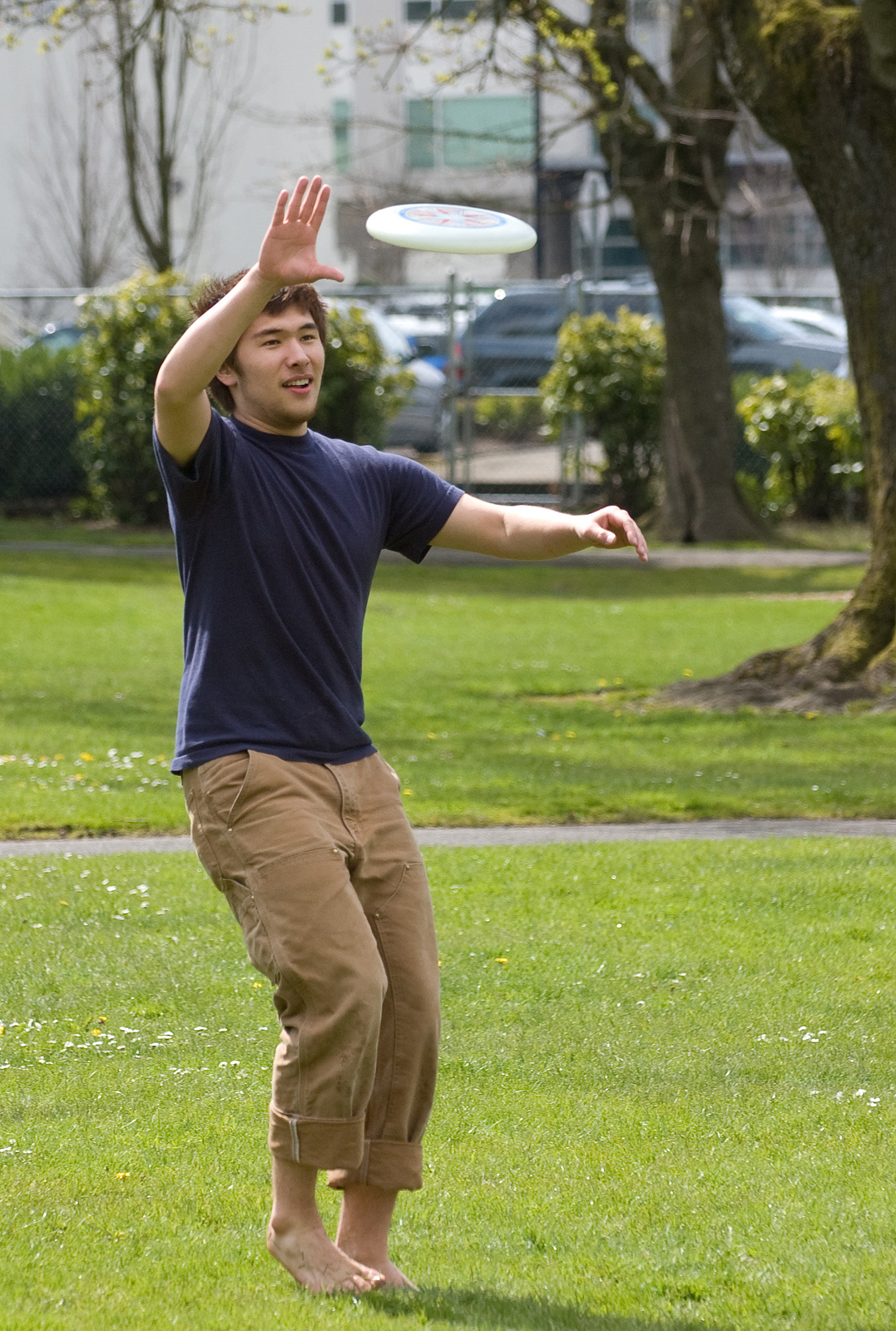

Frisbee – dysk używany w sporcie i rekreacji. Sama nazwa frisbee jest zastrzeżonym znakiem towarowym firmy Wham-O, dla produktów opartych na pomyśle Freda Morrisona.
Typowe frisbee ma kształt talerza o średnicy od 20 do 25 cm i jest wykonane z tworzywa sztucznego. W zależności od zastosowań frisbee mogą się znacznie różnić rozmiarem, ciężarem, twardością materiału i innymi parametrami, które wpływają na zachowanie się dysku w locie.
Daleki lot frisbee umożliwia opór powietrza powstrzymujący jego opadanie (inaczej mówiąc, siła nośna wytwarzana przez różnicę ciśnienia powietrza nad i pod dyskiem). Ruch obrotowy stabilizuje lot. Dzięki temu rzucony dysk może przelecieć nawet kilkaset metrów. Zabawa polega na rzucaniu i łapaniu, jednak wokół tych prostych zasad zbudowano wiele gier, między innymi disc golf, freestyle frisbee, ultimate, dog frisbee (z udziałem psów).